# Francesco Acerbi
Francesco Acerbi (n. 10 februarie 1988, Vizzolo Predabissi, Italia) este un fotbalist profesionist italian care joacă ca fundaș pentru clubul Inter Milano din Serie A.
Până la vârsta de 22 de ani, Acerbi a jucat doar în nivelurile inferioare ale fotbalului italian, înainte de a fi achiziționat de clubul din Serie B, Reggina, unde s-a impus ca fundaș în primul unsprăzece. În 2011, Acerbi a semnat cu Chievo Verona, făcând-uși astfel debutul în Serie A. În ciuda faptului că a fost folosit sporadic, Acerbi a reușit să atragă atenția lui A.C. Milan, care l-a achiziționat în vara următoare. După ce a apărut în 10 jocuri pentru rossoneri, Acerbi s-a întors la Chievo pentru a finaliza sezonul. În 2013, a semnat cu Sassuolo. În timpul sezonului său de debut pentru club, a fost diagnosticat cu cancer testicular și vindecat cu succes până la sfârșitul campaniei, ceea ce a pregătit calea revenirii sale pe teren în septembrie 2014. În 2018, după ce a făcut 173 de apariții în toate competițiile pentru neroverdi, Acerbi s-a transferat la Lazio, unde a continuat să fie fundaș titular. 
În 2022, acesta este împrumutat la Inter pe un sezon. 

## Palmares
Lazio
- Coppa Italia: 2018–19
- Supercoppa Italiana: 2019

Individual
- Pallone d'Argento: 2014–15[2]